# ريبيكا نياندينق دي مابيور
ريبيكا نياندينق دي مابيور (بالفرنسية: Rebecca Nyandeng De Mabior)‏ ولدت سنة 1956م هي سياسية من جنوب السودان. عملت كوزيرة للطرق والمواصلات في حكومة جنوب السودان ومستشارة للرئيس. وهي أرملة جون قرنق النائب الأول السابق لرئيس الجمهورية في السودان قبل الانفصال ورئيس حكومة جنوب السودان. تنتمي ريبيكا إلى قبيلة الدينكا من جنوب السودان.

## دورها في حكومة جنوب السودان
بعد وفاة زوجها جون قرنق قام سيلفا كير بتولي مهامه وأصبح النائب الأول لرئيس الجمهورية في السودان ورئيس حكومة جنوب السودان والقائد العام للحركة الشعبية لتحرير السودان وجيش التحرير الشعبي السوداني. وعين ريبيكا كوزيرة للطرق والمواصلات في حكومة جنوب السودان.
كانت ريبيكا مدافعة قوية عن تنفيذ اتفاقية نيفاشا التي وقعها جون قرنق قبل وفاته في 30 يوليو 2005 واستمرت في دعم تنفيذ الاتفاقية حتى استقلت جنوب السودان في 2011. في نفس هذا العام 2005، بعدما توفى زوجها، ذهبت ريبيكا إلى الولايات المتحدة الأمريكية وقابلت الرئيس جورج بوش وقدمت رسالة تقدير للتدخل الأمريكي في محاولة تحقيق السلام في جنوب السودان. وفي 2009، واصل الرئيس باراك أوباما مع وزيرة الخارجية هيلاري كلينتون والسفيرة سوزان رايس جهود حفظ السلام في السودان. وفي حوار لها مع الإذاعة الوطنية العامة الأمريكية - إن بي أر تحدثت عن التزامها بتحرير جنوب السودان واحترامها لضرورة اتحاد السودان في إطار الرؤية الجديدة للسودان التي وضعها جون قرنق في 1983.